# Regina (hudební skupina)
Regina, též Grupa Regina je bosenskohercegovská rocková kapela působící od roku 1990. Populární je rovněž v zemích bývalé Jugoslávie. V roce 2009 reprezentovala Bosnu a Hercegovinu na Eurovision Song Contest v Moskvě, kde obdržela deváté místo.

## Historie
Regina začínala jako sarajevská garážová kapela tří přátel, Aleksandara Čoviće, Bojana Milićeviće a Denise Čabriće. Po několika letech společného hraní jako hlavního zpěváka přijali Davora Ebnera. Jistou dobu v kapele hrál na kytaru Goran Lučić. Prvotní inspirací skupiny byli U2.
Během války v Jugoslávii se skupina přestěhovala do Bělehradu, kde hrála do roku 2000. Tehdy skladatel a kytarista skupiny skupinu opustil kvůli sólové kariéře. O šest let později spolu členové skupiny opět začali hrát, nejprve na srbských festivalech. V roce 2007 byli předskokany na koncertě Rolling Stones v černohorské Budvě.
O dva roky později, v roce 2009, byla skupina interně nominována bosenskou veřejnoprávní televizí jako reprezentant na Eurovizi 2009 v Moskvě. Se soutěžní písní "Bistra voda" skupina vystoupila nejprve 12. května v prvním semifinále, odkud postoupili do finálové části. Zde 16. května obsadili deváté místo se ziskem 106 bodů.

## Alba
- Regina (1990)
- Ljubav nije za nas (1991)
- Oteto od zaborava (1994)
- Pogledaj u nebo (1995)
- Ja nisam kao drugi (1997)
- Kad zatvorim oči (1999)
- Devedesete (2000)
- Sve mogu ja (2006)
- Vrijeme je (2009)
- Kad poludimo (2012)

Kompilace, singly a záznamy živých vystoupení
- Regina 2014 Kalimero
- Regina 2015 – Live